# Mikrokügelchen

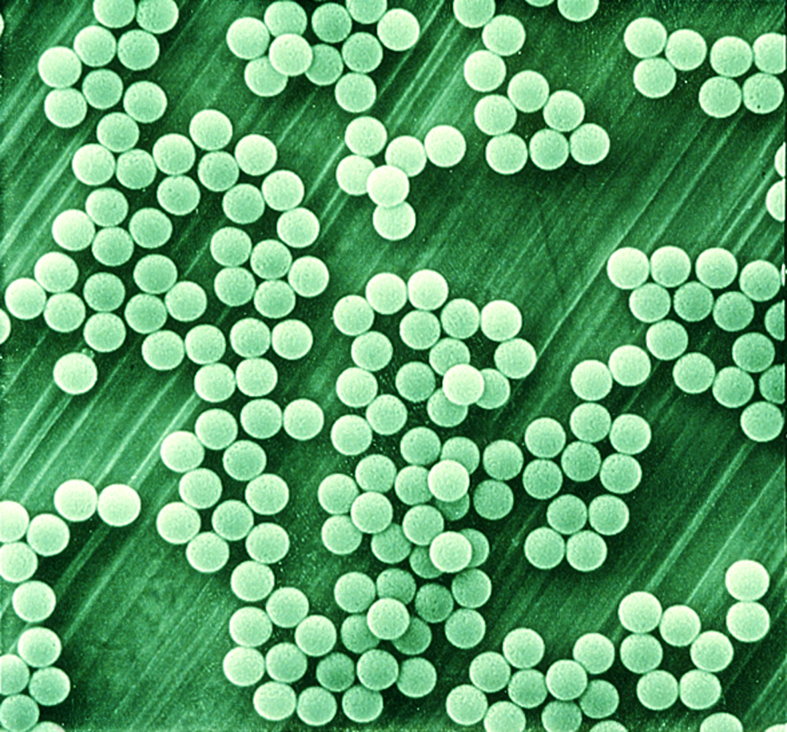
Superparamagnetische Mikroperlen: die monoskaligen Dynabeads (Rasterelektronenmikroskopische Aufnahme)

Mikrokügelchen, auch Mikroperlen, Mikrokugeln oder Ugelstad particles (nach dem norwegischen Chemiker John Ugelstad, der sie 1977 erfunden und die Methode 1978 patentiert hat), sind Nanopartikel mit einer typischen Größe von 0,5 bis 500 Mikrometer Durchmesser. Bioreaktive Moleküle können absorbiert oder an ihre Oberfläche gekoppelt werden und zur Abtrennung von biologischen Materialien verwendet werden, wie z. B. Zellen, Proteine, oder Nukleinsäuren.
Mikrokügelchen wurden für die Isolierung und Handhabung spezifischer Materialien oder Moleküle sowie für die Analyse empfindlicher Moleküle oder solcher, die in geringer Menge vorkommen, z. B. in miniaturisierten und automatisierten Einstellungen, verwendet.

## Hintergrund
Mikrokügelchen entstanden, als es John Ugelstad 1977 an der Norwegischen Universität für Wissenschaft und Technologie (NTNU) gelang, Polystyrolkügelchen gleicher Kugelgröße zu formen. Einige Jahre später schuf er superparamagnetische Mikrokügelchen, die magnetische Eigenschaften aufweisen, wenn sie in ein Magnetfeld gebracht werden. Wenn sie aus dem Magnetfeld entfernt werden, bleibt kein Restmagnetismus zurück, was zur Entwicklung der Magnetseparationstechnologie führte. Andere Verfahren wie Zentrifugation, Filtration, Säulen oder Ausfällung sind nicht erforderlich.
Mikroperlen weisen eine große Oberfläche pro Volumen auf. Zusammen mit der einheitlichen Größe und Form sorgt dies für eine sehr gute Zugänglichkeit, eine schnelle Reaktionskinetik in der Flüssigphase und eine rasche und effiziente Bindung.

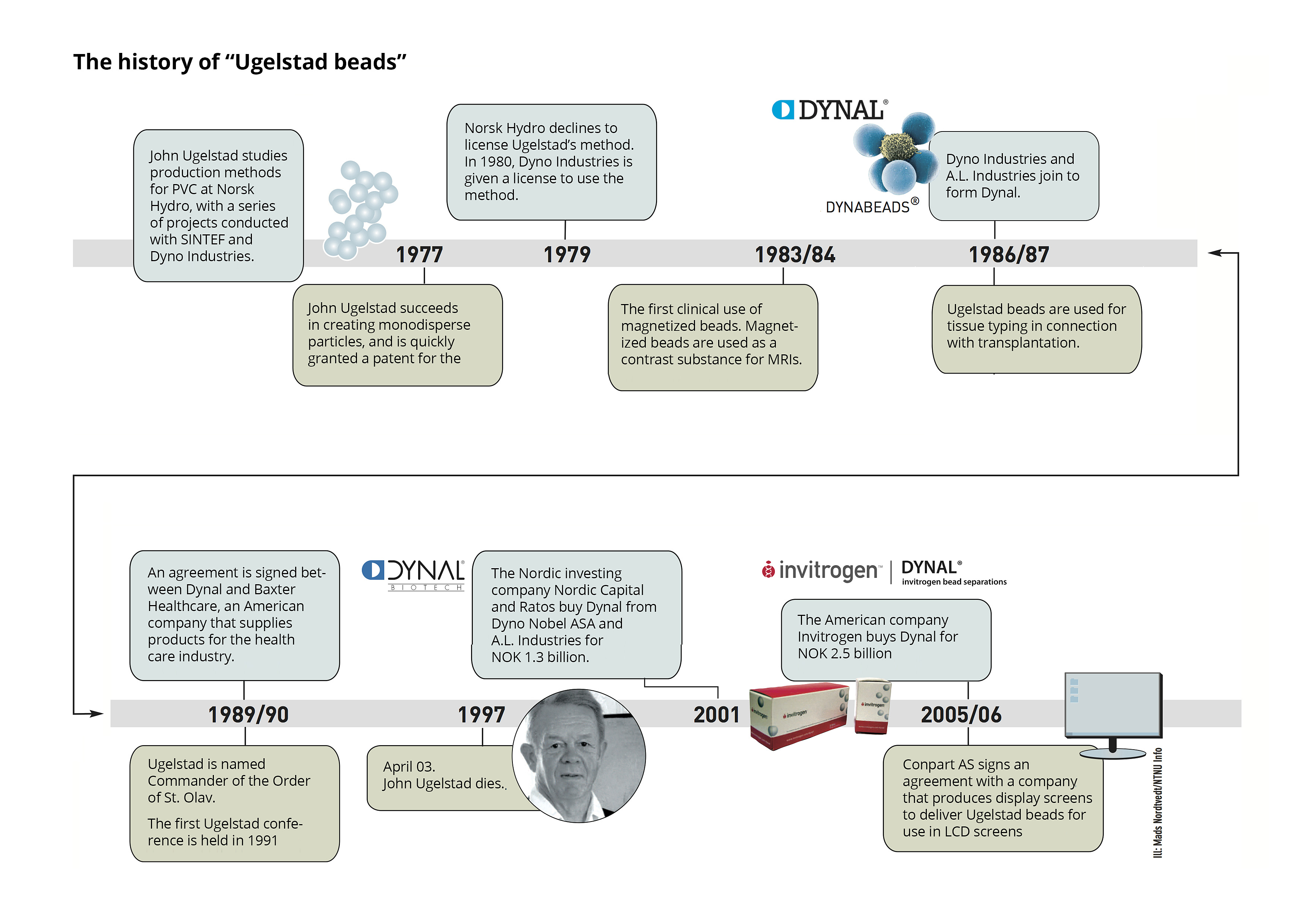
Die Geschichte der «Ugelstad particles» 1977–2006 (Bild: NTNU/Mads Nortvedt)

## Verwendung
Schwarze Polyethylen-Mikrokugeln können eine magnetische oder leitende Funktion haben und werden für elektronische Geräte, EMI-Abschirmung und Mikroskopietechniken verwendet.
Fluoreszierende Polyethylen-Mikrokugeln werden häufig für Blindtests bei Labor- und Industrieprozessen verwendet, um geeignete Methoden zu entwickeln und die Kreuzkontamination von Geräten und Materialien zu minimieren. Mikrokugeln, die bei Tageslicht unsichtbar sind, können beleuchtet werden, um unter UV-Licht eine helle fluoreszierende Reaktion zu zeigen.
Farbige Polyethylen-Mikrokugeln werden zur Strömungssichtbarmachung verwendet, um die Beobachtung und Charakterisierung von Partikelströmen in einem Gerät zu ermöglichen oder als sichtbare Marker in der Mikroskopie und Biotechnologie eingesetzt zu werden.

## Anwendung
Mikrokügelchen dienen als Hauptinstrument für biomagnetische Trennungen. Auf der Grundlage der Verwendung von Mikrokügelchen in der akademischen und industriellen Forschung wurde eine Reihe von patentierten Verfahren und Anwendungen entwickelt. Mikrobeads sind mit einem Liganden, einem Biomolekül wie Antikörper, Streptavidin, Protein, Antigen, DNA/RNA oder einem anderen Molekül, vorgekoppelt. Der Prozess der magnetischen Trennung umfasst drei Schritte:
1. Bindung – Die Mikrokügelchen binden an das gewünschte Ziel in Abhängigkeit von der spezifischen Affinität des Liganden auf der Oberfläche der Mikrokügelchen.
2. Waschen – Die Mikrokügelchen bewegen sich als Reaktion auf ein Magnetfeld zusammen mit dem gebundenen Material zur Seite des Röhrchens. Dies geschieht aufgrund des Magnetfelds und der mikroskopisch kleinen Partikel schnell und effizient. Das ungebundene und unerwünschte Material, das in der Probe zurückbleibt, wird durch Pipettieren/Absaugen entfernt. Das an die Kügelchen gebundene Material wird mit den entsprechenden Puffern gewaschen, indem der Magnet eingesetzt wird.
3. Eluieren – Sobald das an die Kügelchen gebundene Ziel isoliert und gewaschen ist, kann es in der entsprechenden Lösung und dem gewünschten Volumen freigesetzt werden. Es kann dann direkt für jede nachgeschaltete Anwendung verwendet werden, oder die Mikrokügelchen können freigesetzt und entfernt werden.

Mikrokügelchen werden für die Zellisolierung und Zellexpansion verwendet. Proteine und Proteinkomplexe können getrennt werden, z. B. in Immunpräzipitationsprotokollen. Auch bei molekularen Studien und in der Diagnostik kommen Mikrokügelchen zum Einsatz (z. B. bei Immunoassays IVD und Nukleinsäure IVD). Wenn Mikrokügelchen mit Streptavidin gekoppelt sind, bieten sie eine sehr effiziente Möglichkeit zur Isolierung beliebiger biotinylierter Moleküle. Dies wird häufig bei Studien zu DNA/RNA-bindenden Proteinen, bei der Sequenzierung und bei der Herstellung einzelsträngiger Templates eingesetzt. Auch die Genexpressionsanalyse profitiert von Mikrokügelchen, z. B. bei der Isolierung von mRNA für die Transkriptionsanalyse.
Es gibt viele Verwendungsmöglichkeiten für Mikrokügelchen, vor allem in der Biotechnologie und der biomedizinischen Forschung. Mikrokügelchen und magnetische Trenntechnik haben eine Reihe innovativer Methoden ermöglicht, die der Forschung in den Bereichen Krankheitsprävention, Medizin und anderen Bereichen zur Verbesserung des menschlichen Zustands zugutekommen.